# Gracilimesus modestatenuis
Gracilimesus modestatenuis is een pissebed uit de familie Ischnomesidae. De wetenschappelijke naam van de soort is voor het eerst geldig gepubliceerd in 1972 door Menzies & George.